# Боян Къркич
Боян Къркич Перес (първото и второто име на сърбохърватски, третото на испански: Bojan Krkić Pérez) или само Боян е испански футболист със сръбско - испански корени. На 28 август 2008 г. подписа нов договор с Рома до 2013 година. Договорът е с увеличен срок и трансферна клауза – 80 милиона евро. Заплатата му на месец ще е близо 150 000 евро или около 1,75 милиона на сезон. През лятото на 2014 г. премина в английския Стоук Сити.